# Valö (naturreservat)
Valö är ett naturreservat i Kinda kommun i Östergötlands län.
Området är naturskyddat sedan 2006 och är 34 hektar stort. Reservatet omfattar branter vid sydvästra stranden av Björkern mittemot ön Valö. Reservatet består av naturskogsartad lövskog med stort inslag av ädellövträd.